# کسکتان
کسکتان (به لاتین: Kesektan) یک منطقهٔ مسکونی در افغانستان است که در ولسوالی حصه دوم کوهستان واقع شده است. کسکتان ۵۰۰ نفر جمعیت دارد و ۱٬۴۵۴ متر بالاتر از سطح دریا واقع شده است.